# اگولی
اگولی (به انگلیسی: Agoli) یک منطقهٔ مسکونی در هند است که در کارناتاکا واقع شده‌است.